# David Lanzenberg
David Lanzenberg (* 20. Jahrhundert in Paris, Frankreich) ist ein französischer Kameramann, der verschiedene Kinoproduktionen in den USA betreute, darunter Filme wie Celeste & Jesse, The Signal, Für immer Adaline oder Margos Spuren.

## Leben und Karriere
Der Vater des in Paris geborenen Lanzenberg ist ein Kunsthändler und seine Mutter eine Künstlerin und Filmemacherin. 1984 kam er in die Vereinigten Staaten.
Zu Beginn seiner Laufbahn fotografierte er Werbespots und Musikvideos, bevor er Mitte der 1990er Jahre die Arbeit als Kameraassistent bei TV-Produktionen (Tödliches Klassentreffen) und verschiedenen Kurzfilmen wie The Date aufnahm. 2006 war er als Kameraassistent bei der Kinoproduktion Mittagspause von Regisseur Kurt Voelker tätig. In den 2010er Jahren begann er dann selbst als hauptverantwortlicher Kameramann zu arbeiten.
Im Jahr 2012 engagierte ihn der Regisseur Lee Toland Krieger für seine romantische Komödie Celeste & Jesse mit Rashida Jones, Andy Samberg und Elijah Wood in den Hauptrollen. 2014 fotografierte er den Science-Fiction-Thriller The Signal von William Eubank. 2015 folgten Arbeiten für Filme wie Für immer Adaline in der Besetzung Blake Lively, Michiel Huisman und Harrison Ford sowie der Kinoproduktion Margos Spuren von Regisseur Jake Schreier.

## Filmografie (Auswahl)

### Kino
- 2012: Celeste & Jesse (Celeste & Jesse Forever)
- 2014: The Signal
- 2015: Für immer Adaline (The Age of Adaline)
- 2015: Margos Spuren (Paper Towns)
- 2018: Peppermint: Angel of Vengeance (Peppermint)
- 2019: The Best of Enemies
- 2019: In the Shadow of the Moon

### Fernsehen
- 2014: Happyland (Fernsehserie, unbekannte Anzahl)
- 2014: Married (Fernsehserie, Episode 1x01)
- 2019: The Morning Show (Fernsehserie, 4 Episoden)
- 2021: Shadow and Bone – Legenden der Grisha (Fernsehserie, 2 Episoden)
- 2022: Wednesday (Fernsehserie, 4 Episoden)

### Kurzfilme
- 2011: Lifetripper (Kurzfilm)
- 2012: Denise (Kurzfilm)
- 2012: Phillip Phillips: Home (Videokurzfilm)
- 2012: Modern/Love (Kurzfilm)